# Belyje Berega
Belyje Berega (russisch Бе́лые Берега́) ist eine Siedlung städtischen Typs in der Oblast Brjansk in Russland mit 9642 Einwohnern (Stand 14. Oktober 2010).

## Geographie
Der Ort liegt inmitten der ausgedehnten Brjansker Wälder (Brjanskije lessa) am linken Ufer der Sneschet, eines linken Nebenflusses der Desna. Der Fluss ist dort zum kleinen Belobereschskoje-Stausee angestaut.
Belyje Berega ist vom Territorium des Rajons Brjanski umgeben, gehört jedoch selbst zum Stadtkreis des Oblastzentrums Brjansk. Es ist der Verwaltung des südöstlichen Brjansker Stadtrajons Fokinski unterstellt und liegt etwa 15 km östlich von dessen Zentrum.

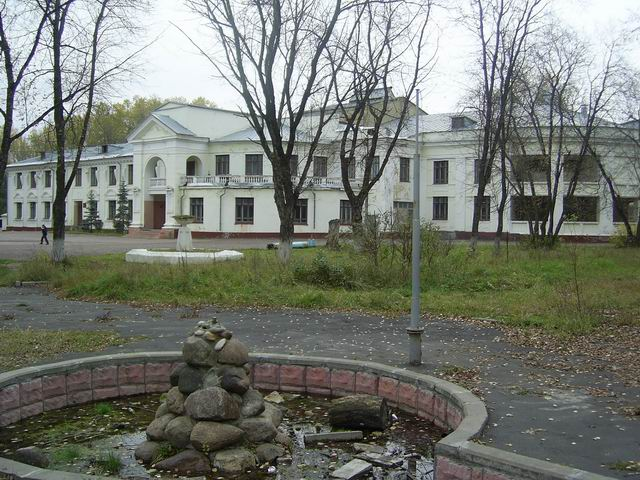
Kulturhaus
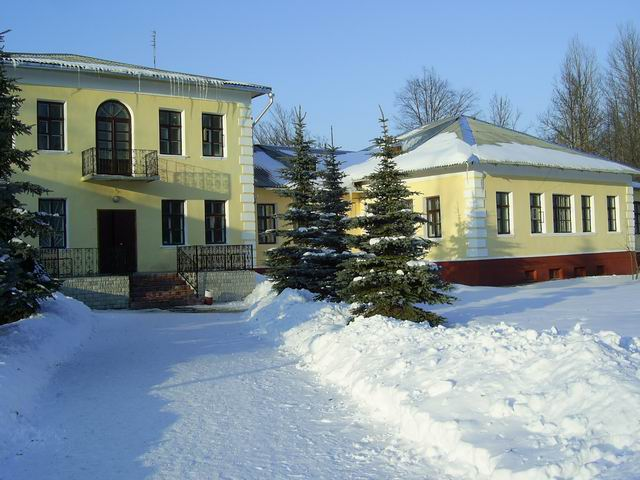
Kunstschule
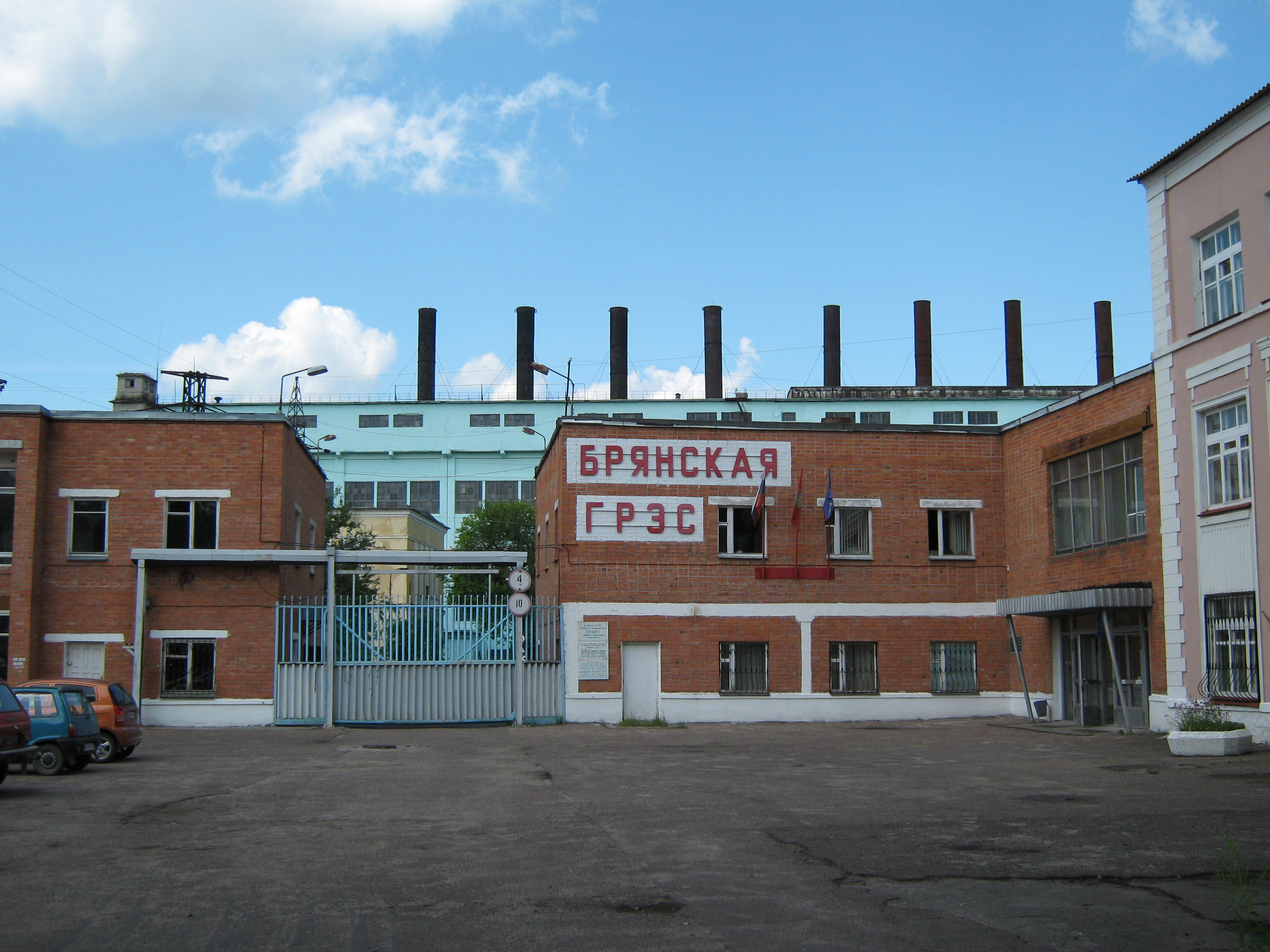
Heizkraftwerk Brjanskaja GRES
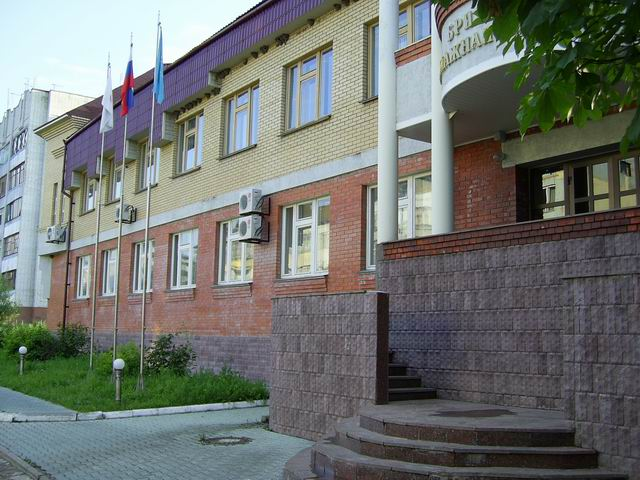
Papierfabrik
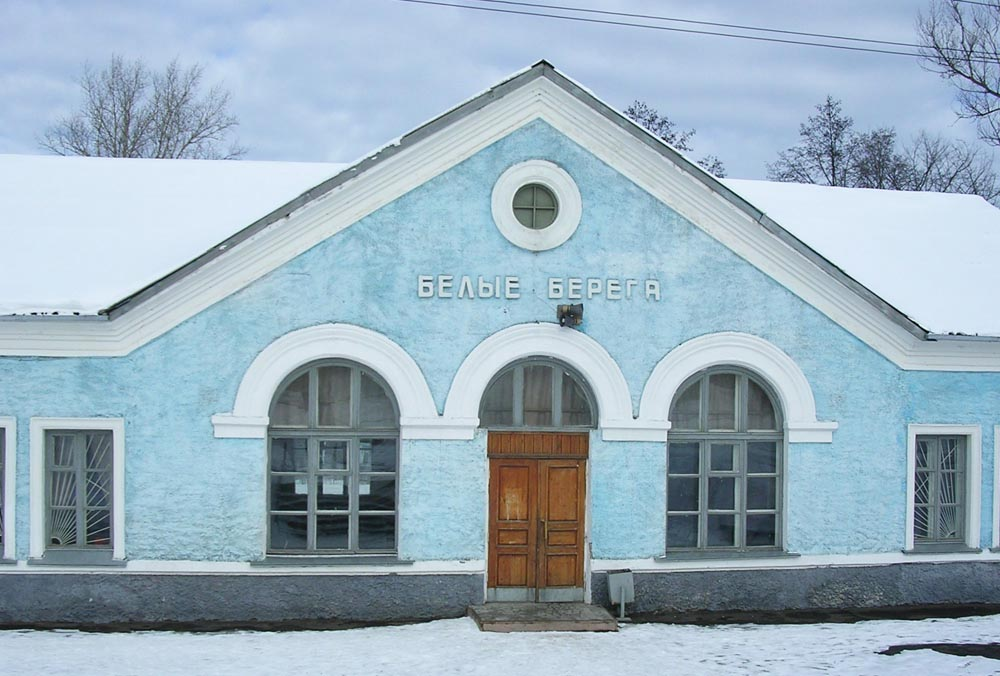
Bahnhof

## Geschichte
Der Ort entstand 1868 als Stationssiedlung um einen Bahnhof der neu eröffneten Eisenbahnstrecke Orjol – Brjansk – Witebsk. Der Name – wörtlich „Weiße Ufer“ (im Plural) – wurde vom gut sechs Kilometer nordwestlich gelegenen russisch-orthodoxen Kloster Belyje Berega abgeleitet (russisch auch Belobereschskaja pustyn, Белобережская пустынь). Das Anfang des 18. Jahrhunderts gegründete Kloster wurde in der sowjetischen Periode, endgültig in den 1950er-Jahren, weitgehend zerstört und die verbliebenen sowie dort neu errichtete Bauten als Kindersanatorium und später Wohnsiedlung genutzt. Diese gehört heute jedoch nicht zu Belyje Berega, sondern zur Landgemeinde Schurinitschskoje selskoje posselenije des Brjanski rajon.
Infolge der Vorbeiführung der Bahnstrecke entstanden bei der Siedlung diverse vorrangig holzverarbeitende Betriebe, darunter eine Papierfabrik und das zunächst mit Torf betriebene und am 9. Oktober 1931 in Betrieb genommene Brjansker Heizkraftwerk (Brjanskaja GRES, in den 1960er-Jahren umgebaut auf Erdgasbetrieb und 2015 stillgelegt).
Am 20. November 1932 erhielt der Ort den Status einer Siedlung städtischen Typs. Im Zweiten Weltkrieg war Belyje Berega von Oktober 1941 bis zum 18. September 1943 von der deutschen Wehrmacht besetzt.
Verwaltungstechnisch gehörte Belyje Berega zunächst zum Ujesd Brjansk im Gouvernement Orjol, ab 1920 im Gouvernement Brjansk, ab 1921 zu dessen neu gebildetem Ujesd Beschiza (die Stadt Beschiza, zeitweise Ordschnikidsegrad, wurde 1956 mit Brjansk vereinigt und bildet heute dessen nordwestlichen Teil). Mit Einführung der Rajongliederung kam der Ort 1929 zum Brjanski rajon, bevor er 1952 der Stadt Brjansk und 1957 deren Stadtrajon Fokinski unterstellt wurde.

### Bevölkerungsentwicklung
| Jahr | Einwohner |
| ---- | --------- |
| 1939 | 4.897     |
| 1959 | 7.891     |
| 1970 | 11.113    |
| 1979 | 11.272    |
| 1989 | 10.759    |
| 2002 | 10.637    |
| 2010 | 9.642     |

Anmerkung: Volkszählungsdaten

## Verkehr
Etwa fünf Kilometer südwestlich von Belyje Berega kreuzen sich die föderalen Fernstraßen M3 Ukraina von Moskau zur ukrainischen Grenze (dort weiter Richtung Kiew) und R120 von Orjol über Brjansk und Smolensk zur belarussischen Grenze.
In Belyje Berega befindet sich ein Bahnhof bei Kilometer 113 der Eisenbahnstrecke Orjol – Brjansk. Dort endet die Elektrifizierung aus Richtung Brjansk.
In der Siedlung befand sich außerdem die Station Torfjanaja als Mittelpunkt eines umfangreichen, ab 1932 errichteten Schmalspurnetzes mit der Spurweite 750 mm. Dieses diente vorrangig der Abfuhr von Torf aus den Gebieten nordöstlich (bis in die Randgebiete der benachbarten Oblaste Kaluga und Orjol) und südlich von Belyje Berega, aber auf Teilabschnitten auch dem Personenverkehr. Es erreichte Anfang der 1970er-Jahre eine maximale Ausdehnung von etwa 150 km, wurde schrittweise bis 1996 stillgelegt und Anfang der 2000er-Jahre vollständig abgebaut.